# Erica maximiliani
Erica maximiliani är en ljungväxtart som beskrevs av Guthrie, Amp; Bolus. och Schlechter. Erica maximiliani ingår i släktet klockljungssläktet, och familjen ljungväxter. Inga underarter finns listade i Catalogue of Life.